# Художественная обработка металла
Художественная обработка металла — это совокупность методов и техник, направленных на создание декоративных, эстетически выразительных изделий из металла. Изделия могут быть как чисто декоративными (скульптуры, панно), так и функциональными (ювелирные украшения, посуда, предметы интерьера).

## Виды художественной обработки
- Ковка
- Литье
- Плавка
- Гравировка
- Скань или филигрань
- Зернение
- Гильоширование
- Художественная сварка

Работа с плоским листом металла:
- Чеканка - лист металла толщиной от 0,4 до 1 мм
- Металлопластика (тиснение металла) - лист металла толщиной от 0,2 до 0,4
- Repoussé
- Басма
- Дифовка (выколотка металла)
- Ажурная резьба (просечка)

Постобработка:
- Чернение металла
- Высветление
- Травление
- Эмалирование
- Патинирование

Спекание и соединение разных видов металлов:
- Дамасскирование
- Мокуме-гане (японская техника)
- Гальванизация
- Таушировка (тауширование) или насечка